# Кинтана, Рамиро
Рамиро Кинтана (исп. Ramiro Quintana; 7 марта 1977) — аргентинский конник, участник Олимпийских игр 2016.

## Карьера
В 2015 году в составе сборной Аргентины выиграл серебряную медаль Панамериканских игр 2015 в командном конкуре.
В 2016 году принимал участие в Олимпийских играх в бразильском Рио-де-Жанейро, где выступил в двух дисциплинах: в личном конкуре занял итоговое 40-е место, в командном конкуре стал десятым.

## Личная жизнь
Состоял в отношениях с американской наездницей Джорджиной Блумберг (р. 1983), дочерью миллиардера Майкла Блумберга. В декабре 2013 года у них родился сын Джаспер Майкл Браун Кинтана. После расставания Рамиро практически не участвует в воспитании сына.